# Abkühlungsgröße
Die Abkühlungsgröße ist ein  bioklimatologisches Maß für die auskühlende Wirkung von Wind, Lufttemperatur, Feuchte und Sonnenstrahlung auf einen erwärmten Körper, bezogen auf die menschliche Körpertemperatur (37 °C).

## Beschreibung
Die Abkühlungsgröße gibt an, welche Wärmemenge bzw. Energie (in Joule) pro Sekunde von einem Quadratzentimeter der Körperoberfläche abgegeben oder aufgenommen wird. Der Betrag ist ein Maß für die bioklimatische Reizstärke. Zur Messung dienen das Katathermometer oder Frigorimeter.
Nach Victor Conrad werden folgende Klimatypen unterschieden:
- Abkühlungsklima: > 40 mg·cal·cm−2·s−1
- reizstarkes Klima: 30–40
- reizmildes Klima: 20–30
- Schonungsklima: 10–20
- Überhitzungsklima: < 10